# Port Royale 3
Port Royale 3 est un jeu vidéo de gestion développé par Gaming Minds Studios et édité par Kalypso Media, sorti en 2012 sur Windows, PlayStation 3 et Xbox 360.

## Accueil
- Jeuxvideo.com : 9/20[1]